# احمدآباد (تاکستان)
احمدآباد (تاکستان)، روستایی از توابع بخش ضیاءآباد شهرستان تاکستان در استان قزوین است مردمانش دین رسمی اسلام و مذهب شیعه جعفری دارند به زبان ترکی آذربایجانی سخن میگویند ابوالفضل زمانی بازیکن استقلال اهل احمدآباد است کودکیش را در این روستا گذارنده است.

## جمعیت
این روستا در دهستان دودانگه علیا قرار دارد و براساس سرشماری مرکز آمار ایران در سال ۱۳۸۵، جمعیت آن ۳۹ نفر (۱۰خانوار) بوده‌است مردمانش به زبان ترکی آذربایجانی سخن میگویند دین رسمی اسلام مذهب شیعه جعفری دارند.